# Henry Cornelis
Hendrik Cornelis, né le 18 septembre 1910 à Audenarde en Belgique, mort en 1999 à Chaumont-Gistoux en Belgique, plus connu sous le nom de Henry Cornelis ou Rik Cornelis, est un haut fonctionnaire belge, dernier gouverneur général du Congo belge du 12 juillet 1958 au 30 juin 1960. Il est remplacé le 1er juillet 1960 par Joseph Kasavubu, Congolais et premier président de la République Démocratique du Congo.

## Biographie
Après ses études secondaires au collège d'Audenarde, Cornelis étudie l'économie à l'Université Catholique de Louvain, puis à l'Université de Gand, en néerlandais, où il a également obtenu un diplôme en sciences coloniales et un doctorat en économie. En tant qu'étudiant, Cornelis était un grand partisan de la néerlandisation de l'Université de Gand qui s'est réalisée en 1930. Après une année d'études à l'Institut universitaire de hautes études internationales à Genève, il devient, en 1934, directeur régional au Burundi, puis exerce plusieurs postes dans l'administration du Congo Belge jusqu'à ce qu'il devienne, en 1953, vice-gouverneur général du Congo belge et du Ruanda-Urundi. En 1958, il est nommé gouverneur général du Congo belge. Il est le dernier à occuper ce poste jusqu'à l'indépendance du Congo le 30 juin 1960. Son gouvernorat à une époque difficile donna lieu a ce qui est appelé l'Affaire Cornelis.

## L'affaire Cornelis
Les émeutes de janvier 1959 à Léopoldville ont marqué un tournant décisif vers l'indépendance du Congo belge. Elle se produisent six mois après l'entrée en fonction du gouverneur général Henry Cornelis. Elles éclatent après que le bourgmestre de Léopoldville (Jean Tordeur) a interdit aux membres du parti politique de l'ABAKO de manifester le 4 janvier 1959. L'émeute se prolonge pendant deux jours et le bilan officiel est de 42 morts et 250 blessés africains. Une commission d'enquête parlementaire belge est envoyée pour déterminer l'origine des émeutes. Le ministre du Congo belge et du Ruanda-Burundi, Maurice Van Hemelrijck, fait, le 8 janvier 1959, un premier bilan sur base des rapports de Henry Cornelis et du gouverneur de Léopoldville (J. Bosmans). C'est un lourd réquisitoire contre la politique belge au Congo et le rôle de l'administration coloniale. Le 15 janvier 1959, le ministre effectue un voyage officiel d'un mois au Congo. Le 23 janvier 1959, il fait part au vice-gouverneur Schöller de la crise d'autorité qui règne à Léopoldville. Il a des mots très durs à l'égard du gouverneur général Cornelis qui est décrit comme un homme désemparé, ayant perdu tout ressort, au bord de la dépression,. C'est l'origine de l'Affaire Cornelis. Le prestige de Cornelis ayant trop souffert du fait de ces évènements, à son retour en Belgique, le Ministre Van Hemelrijck propose de le remplacer honorablement. Plusieurs noms sont cités pour le remplacer, parmi lesquels celui de Raymond Scheyven et peut-être celui d'André Schöller le vice gouverneur général en place à l'époque. Le 10 avril 1959, H. Cornelis est appelé en consultation à Bruxelles où il est reçu par le roi Baudouin et par le premier ministre Gaston Eyskens. Le roi demande après ces entretiens d'oublier les divergences de vues entre le ministre et le gouverneur général et de maintenir Cornelis à ses fonctions. L'imbroglio créé par les tensions entre le ministre et le gouverneur général ne raffermit l'autorité ni du ministre, ni du gouverneur général. Ce dernier est alors flanqué de trois secrétaires de gouvernement. Cette Affaire Cornelis qui dura trois mois greva presque toute la durée du mandat du ministre Van Hemelrijck. La détérioration de l'autorité du gouverneur général et l'attitude du gouvernement belge à son égard firent naître des doutes quant à la pérennité de la présence belge au Congo. Le premier ministre Gaston Eyskens dut faire une mise au point le 22 avril 1959 à la suite de l'interpellation du député Victor Larock qui estimait que la couronne avait été découverte dans cette affaire. Le roi règne et ne gouverne pas. Or les faits parlaient clairement en sens inverse puisque le roi avait mis son véto au candidat du ministre, ce qui impliquait son soutien au maintien à ses fonctions de H. Cornelis.  

## Affaires culturelles
Cornelis est parfois présenté comme le premier gouverneur général du Congo se sentant Flamand (en néerlandais néerlandais : de eerste Vlaamsvoelende gouverneur-generaal ). Dans la liste des gouverneurs qui se sont succédé se trouvent cependant de nombreuses personnalités originaires de  Flandre : Herman Legedanck né à Zomergem (gouverneur général en 1888), Émile Wangermée (gouverneur général en 1897) était originaire de Tienen, Théophile Wahis (gouverneur général en 1908) était originaire de Menin, Maurice Auguste Lippens (gouverneur général en 1921) était originaire de Gand, Auguste Tilkens (gouverneur général en 1927) était originaire d'Ostende et Pierre Ryckmans (gouverneur général en 1934) était originaire d'Anvers.  
L'origine de cette réputation est sans doute la suivante : grâce aux postes clés acquis, Cornelis a pu, grâce à la confiance et à la compréhension de son prédécesseur francophone (né à Anvers), le gouverneur général Pierre Ryckmans, ralentir la politique estimée fort francophone dans la colonie par les Flamands. Au milieu des années de guerre (mai 1942), il a créé un groupe de magazines culturels généraux flamands pour les Flamands coupés, en Afrique, de leurs liens culturels avec leur patrie. Ce fut le début d'une plus grande confiance en soi parmi les Flamands du Congo et du développement d'un réseau d'associations culturelles flamandes, dont Cornelis resta une force motrice jusqu'en 1960. Dans ces groupes d'associations, il a écrit parfois sous le pseudonyme d'Erik van Bever. Il s'agit essentiellement de la revue Band, publiée à Léopoldville (Kinshasa). De retour en Belgique, il est cofondateur de l'association Belgique dans le monde en 1963.
Après 1960, Hendrik Cornelis reste actif dans le secteur bancaire (conseiller de Paribas) et au sein de la Société Générale.
Pour les services rendus à la Belgique et au Congo belge, il a été nommé gouverneur général honoraire.
Hendrik Cornelis est décédé en 1999 à Chaumont-Gistoux, en Belgique.

## Distinctions
- Grand-croix de l'ordre royal du Lion (en 1960).